# Osoppo
Osoppo es una localidad y comune italiana de la provincia de Udine, región de Friuli-Venecia Julia, con 2.814 habitantes. Es parte de la región histórica de Gemonese. 

## Geografía
El municipio tiene un área de 22 km² aproximadamente. Se trata de un territorio prácticamente plano, pero hay 6 colinas.
En el punto más alto esta a 330 metros. en él se encuentra la Fortaleza. 
Dentro de la zona boscosa del municipio fluyen varios arroyos, ríos y acequias. El bosque limita al este con el magredi del Tagliamento , el río más importante de la región de Friuli-Venezia Giulia. 

## Etimología
Hay varias interpretaciones del topónimo, se cree que podría venir de las palabras latinas  Os-Apertum (lugar abierto), Os-Oppidum (lugar fortificado), Os-Opum (lugar de riqueza), Hyssopum (de la planta Hyssopus),  Aus-opum (lugar junto al río). También que tuviera su origen en la prerromana Os-Osis (de fresno) o de la  la friulana Os-Hop (lugar para llamar en voz alta).

## Historia

### Edad Antigua e Imperio Romano
En la antigüedad estuvo habitado por la tribu Carni, tribu celta alpina que se asentaba en Friul. Existen huellas de ello en la idioma friulano actual y en la cultura y tradiciones del pueblo friulano.
En un epígrafe descubierto por el conde Girolamo Savorgnan en el cruce de Vía Julia Concordia con Vía Julia Augusta, se han visto indicios de la existencia de la vía etrusco en sus escritos. La presencia de esas vías de comunicación motivó la construcción de una torre de señales en la cima del cerro.
Las estribaciones de Friul y Carnia fueron conquistadas por los romanos durante el siglo I a. C. aproximadamente entre el 115 y el 50 a. C. iniciándose un proceso de romanización de los Carni, que continuará durante todo el período de dominación romana y finalizará tras las invasiones de los germanos. Los últimos documentos en lengua celta en la Galia Cisalpina datan de alrededor del siglo II d. C.. El celta hablado en la zona forma parte del latín vulgar que, combinado con elementos germánicos, conducirá a la formación al idioma friulano.

### Invasiones Bárbaras y Edad Media
Tras la caída del Imperio Romano, Osoppo fue invadido por los bárbaros; pero logró resistir las incursiones de los ávaros. La dominación lombarda en cambio, afectó a toda la zona que luego pasó a ser territorio del Imperio Carolingio tras la conquista de Carlomagno en el 774. Tras el Tratado de Prüm, pasó a manos de Luis II el Joven. Posteriormente pasó a formar parte del Sacro Imperio Romano Germánico hasta que en 1420 fue invadida por la República de Venecia.
Bajo el dominio de Venecia las fortificaciones de la colina fueron reforzadas y se convirtieron en el baluarte defensivo del norte. 
En 1514, bajo el mando de Girolamo Savorgnan , Cristoforo de Frangipani y su ejército atacaron la ciudad, pero dada la prolongación del asedio, el ejército veneciano comandado por Bartolomeo d'Alviano  vino en su ayuda derrotó al ejército imperial y capturó al Conde de Frangipani..

### Edad Contemporánea
Napoleón convirtió Osoppo en una guarnición fija y equipada con cuarteles, almacenes, depósitos de armas y polvorines. Durante la ocupación francesa fortificó aún más y construyó la colina de Napoleón. En las inmediaciones de la colina todavía se puede ver el "trono" tallado en la roca sobre el que solía sentarse el emperador francés para disfrutar de la vista de los gemones y pensar en las formas en que podría fortificar esa zona. 
Durante la Primavera de los Pueblos en 1848 la ciudad fue asesiada durante siete meses antes de la rendición. Por este acto se le dio  la medalla de oro al valor militar, mayor honor militar de Italia.
En la Primera Guerra Mundial fue sede de una guarnición militar que luego fue trasladada debido a que los soldados y las armas que se encontraban en Osoppo fueron trasladados al frente de Isonzo. 
En 1943 fue ocupada por los ejércitos nazis , siendo bombardeada en varias ocasiones. Durante la guerra de liberación, Osoppo dio su nombre a la resistencia católica (Brigada Osoppo).
En los años setenta, con el establecimiento de la zona industrial,  se alcanzó un buen nivel de desarrollo económico, pero los terremotos de 1976 provocaron enormes derrumbes y daños, destruyendo el 80% de las viviendas y matando a más de 120 personas. Muchos derrumbes se vieron favorecidos por la antigüedad de los edificios. Tras el terremoto Osoppo fue completamente reconstruido con criterios antisísmicos. Tras los terremotos la ciudad recibió la medalla de oro al mérito civil. 

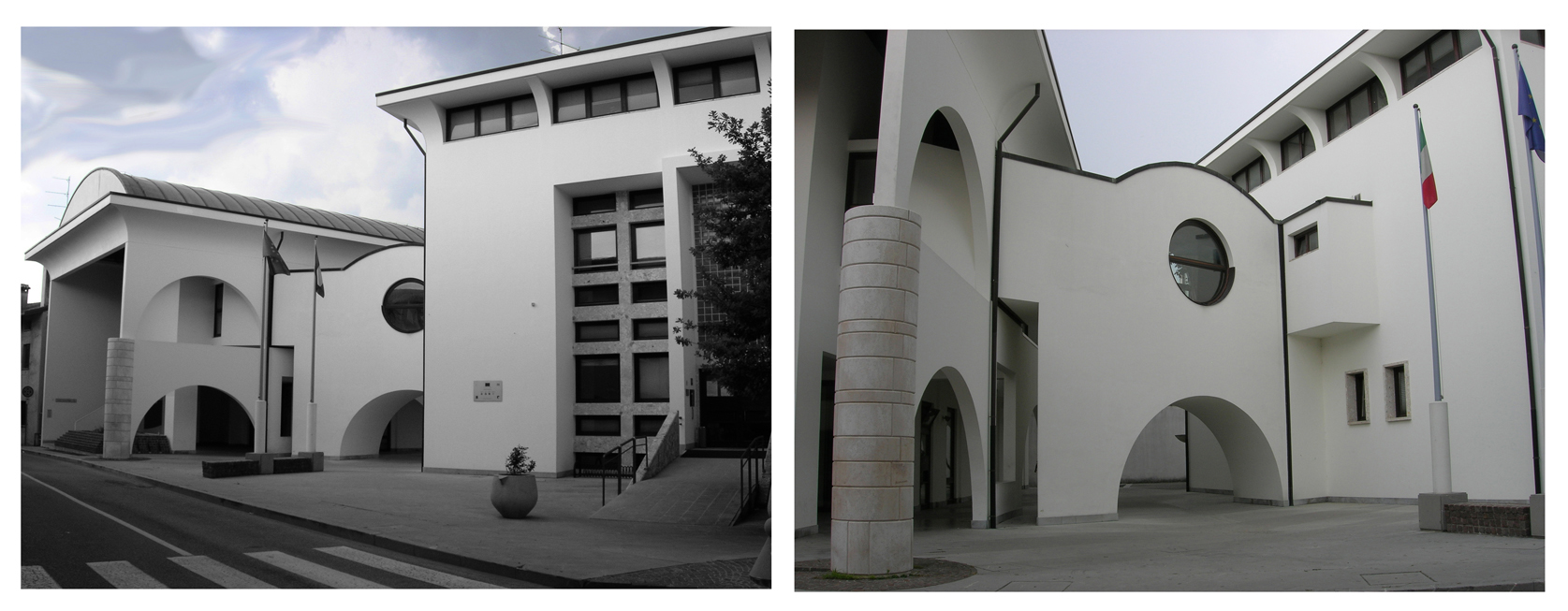
Ayuntamiento de Osoppo

## Evolución demográfica
| Gráfica de evolución demográfica de Osoppo entre 1861 y 2001 |
|                                                              |
| Fuente ISTAT - elaboración gráfica de Wikipedia              |

## Idioma y dialecto
En Osoppo, además de la lengua italiana, la población utiliza la lengua friulana. Conforme a la Resolución nº 2680 del 3 de agosto de 2001 de la Junta de la Región Autónoma de Friuli-Venezia Giulia, el pueblo está incluido en el área territorial de protección de la lengua friulana a los efectos de la aplicación de la ley 482/99, ley regional 15/ 96 y ley autonómica 29/2007.
La lengua friulana hablada en Osoppo es una de las variantes pertenecientes al friulano del medio Friul y della fascia collinare.

## Ciudades hermanadas
- Rosegg, ciudad austriaca[8]